# Маратон
Вижте пояснителната страница за други значения на Маратон.
Маратонът е бягане на дълго разстояние, което обикновено се провежда на шосе. Дистанцията е 42,195 km (26 мили 385 ярда). В света се провеждат повече от 800 маратона годишно. В най-големите маратони вземат участие десетки хиляди души.

## История

### Древна Гърция
Названието маратон идва от гръцкия град Маратон и легендата, свързана с войника Фидипид. Според нея през 490 пр.н.е. гръцкият стратег Милтиад заповядва на известния с бързото си бягане Фидипид да стигне до Атина, за да извести жителите, че персите, начело с Дарий, са отстъпили. Фидипид стига до Атина смъртно уморен с думите: „Радвайте се, победихме!“ и умира от умора.
Няма обаче доказателство, че това действително се е случило. Според гръцкия историк Херодот Фидипид бягал от Атина до Спарта изминавайки около 136 мили разстояние за един ден. Легендата, че е бягал от Маратон до Атина, била създадена по-късно и се появява в произведението на Плутарх За славата на Атина през 1 век. Интересен е фактът, че действителното разстояние между мястото на Маратонската битка и Атина е 34,5 km, а не както сегашната дистанция на маратонското бягане – 42,195 km.

### Съвременен маратон
Идеята за организиране на маратон идва от френския професор Мишел Бреал, който иска да включи дисциплината в програмата на Олимпийските игри през 1896 г. Тази идея е подкрепена от Пиер дьо Кубертен, основателя на модерните игри. Гъркът Спиридон Луис побеждава на игрите, като взема разстоянието за 2 часа, 58 минути и 50 сек., въпреки спирането за чаша вино. Женското маратонско бягане е въведено на олимпиадата в Лос Анжелис през 1984 г.

## Рекорди и най-добри времена
До 1 януари 2004 г. Международната асоциация на атлетическите федерации не признава официално световните рекорди и те са наричани най-добро време в света. Самите състезания трябва да отговарят на изискванията на МААФ. Въпреки всичко има големи разлики между отделните маратонски бягания в надморска височина, маршрут и настилка, което прави невъзможни точните сравнения.
На 12 октомври 2019 година Елиуд Кипчоге чупи световния рекорд в маратона и става първият човек пробягал маратон под 2 часа като постига време 1:59:40 на специалното събитие INEOS Challеnge, специално организирано с цел слизане под 2 часа с помощта на множество пейсъри по пътя и специален автомобил поддържащ темпото на бегачите с лазери.

## Разстояния
| Година  | Разстояние (km) | Разстояние (mi) |
| ------- | --------------- | --------------- |
| 1896    | 40              | 24.85           |
| 1900    | 40.26           | 25.02           |
| 1904    | 40              | 24.85           |
| 1906    | 41.86           | 26.01           |
| 1908    | 42.195          | 26.22           |
| 1912    | 40.2            | 24.98           |
| 1920    | 42.75           | 26.56           |
| От 1924 | 42.195          | 26.22           |

През годините дистанцията на маратонското бягане варира. По време на първата олимпиада през 1896 г. тя е била 40 km. Крайната точка на Олимпийския маратон през 1908 в Лондон е променена, за да може да бъде наблюдаван от кралското семейство удобно за тях място и така дължината на трасето става 42,195 km. За следващите олимпийски игри през 1912 г. дължината е закръглена на 40,2 km и е отново променена на 42,75 km за олимпиадата през 1920 г. На първите 7 олимпийски игри е имало маратонски бягания на 6 различни разстояния в диапазона между 40 и 42,75 km.

### Известни маратони
Освен като олимпийска дисциплина по света се организират и много маратонски бягания в градски условия. Най-известните и престижни маратони в света са пет на брой:
- Берлински маратон, който се провежда през септември. Стартът и финалът се намират на ул. „17-и юни“ в централната част на града.
- Бостънски маратон, провежда се през април.
- Лондонски маратон, който се провежда през април. Началото е в Грийнуич Парк, а финалът – в парка Сейнт Джеймс.
- Нюйоркски маратон, който се провежда ежегодно през ноември. Разстоянието, което участниците трябва да изминат е между Статън Айлънд и Сентръл Парк.
- Чикагски маратон се провежда през октомври.

### Маратон в България
Класически градски маратони в България се организират в София – Софийски маратон, Пловдив, Варна, Стара Загора и Плевен – Маратон Плевен. Отделно ежегодно се организират множество планински бягания на различни дистанции и ултрамаратони.